# François Dufour (journaliste)
Pour les articles homonymes, voir François Dufour et Dufour.
François Dufour est un journaliste français de presse écrite et l'un des trois fondateurs de l'entreprise Play Bac.
Il est notamment le rédacteur en chef et cofondateur des premiers quotidiens pour enfants créés en France Mon quotidien et Le Petit Quotidien.

## Biographie
Né en décembre 1961, diplômé de Sciences Po Paris en 1982, il crée le jeu Play Bac avec deux amis, Jérôme Saltet et Gaëtan Burrus, dans un train Paris-Le Touquet, le 19 octobre 1985, puis les éditions Play Bac pour le publier. Ils sont aussi les inventeurs des jeux Les Incollables, qu'ils éditent, vendus dans le monde à près de 60 millions d'exemplaires, notamment aux États-Unis sous licence à marque Brain Quest (Workman Publishing).
Il est le rédacteur en chef et cofondateur du premier quotidien pour enfants créé en France en 1995 : Mon quotidien. Il est aussi le rédacteur en chef du Petit Quotidien (Grand Prix des Médias 1999) et de L'Actu (Grand Prix du SPQN 2010), nés en 1998. Et aussi de L'Éco, hebdo économique pour lycéens, lancé en 2009, tous publiés par Play Bac Presse (Prix du journalisme économique IPJ-Dauphine 2008).
Le 16 mai 2011, via son compte sur Twitter, @dufourdufour, il raconte en direct depuis la salle, la première audience de l'affaire Dominique Strauss-Kahn après son arrestation à New York. En cinquante minutes, ses quarante tweets, en français ou anglais, repris par des chaînes d'info et radios, ont devancé les infos classiques de tous les autres médias,,,.
Bon connaisseur du Japon (coopérant pour Paribas, 1984-1985)[réf. souhaitée] et des États-Unis, il est un Eisenhower Fellow (1998)  et un Young Leader de la Fondation franco-américaine (2005).
En 2016, il avait pronostiqué la victoire-surprise de Trump.
François Dufour a été maître de conférence à l'Institut d'études politiques de Paris[réf. nécessaire], et est également membre du jury du prix littéraire Clara, « nouvelles d'ados », présidé par Erik Orsenna. Il anime aussi sur Europe 1 la chronique d'été « Les Médias Tics » (2013)[réf. nécessaire].
Selon le magazine Le Point, ce « patron de presse atypique » repasse son Bac en 2016 et obtient la note de 8/20.

## Engagements
François Dufour est membre du conseil d'administration de la World Association of Newspapers, représentant la presse quotidienne nationale française. Il est également l'un des fondateurs du Global Editors Network en 2010.
En 2008, il est nommé membre du comité exécutif du Codice, organisme supprimé par Christine Lagarde en 2010.
En 2008, il est l'un des quatre présidents des états généraux de la presse écrite, mission pour laquelle il refuse d'être décoré de l'Ordre du Mérite.
Étant pour un journalisme strict, lors de la révélation de la liaison du Président de la république François Hollande avec l'actrice Julie Gayet en 2014, il annonce défendre le respect de la vie privée après le scoop du magazine Closer en publiant une tribune dans le journal Le Monde et lors de l'émission télévisuelle Ce soir ou jamais. Ce principe fait partie des dix principes de base du journalisme pour lutter contre les « fake news » qu'il énonce en janvier 2018 dans une tribune du Journal du dimanche.
François Dufour écrit en 2015 une tribune dans plusieurs journaux mondiaux (Ouest-France, le Corriere della Sera[réf. souhaitée], Le Nouvel Obs, Clarin, Hurriyet, Irish Independent, Le Journal du Dimanche, Le Huffington Post, Telegraph.', etc.). Pour éviter les noyades de migrants en Méditerranée, il propose d'accorder le statut de réfugié en Afrique et de faire venir les réfugiés en avion (et non en bateau).
Pour ses reportages à Lampedusa, il a remporté le prix French-American Foundation Immigration Journalism Award en 2015.
En 2016, François Dufour salue la solution canadienne à la crise des réfugiés dans une tribune dans l'Obs et dans Ouest-France.
François Dufour continue son combat pour un journalisme strict séparé de l'« opinionisme » de plus en plus répandu dans les médias et réseaux sociaux par la publication de son livre Les 100 mots du journalisme en septembre 2018.